# Sd.Kfz. 254
Sd.Kfz. 254 Mittlerer Gepanzerter Beobachtungskraftwagen — германский средний разведывательный колёсно-гусеничный бронеавтомобиль 1930-х годов.

## История создания
В 1935 году фирмой Заурер для нужд вооружённых сил Австрии был разработан небронированный артиллерийский тягач на колёсно-гусеничном ходу, получивший обозначение RR-5 (нем. Räder-Raupen — колёсно-гусеничный). Прототип тягача RR-6 был собран в ноябре 1936 года. В январе 1937 года, после завершения испытаний прототипа тягача и внесения доработок, фирма-изготовитель получила заказ на поставку 160 экземпляров модифицированной машины RR-7, и уже к началу 1938 года было развёрнуто серийное производство. В австрийской армии они получили обозначение M36 gg 2/2t ZgWg. До Аншлюса были произведены 5 прототипов и 15 серийных экземпляров тягача, после чего производство было прекращено. В апреле — мае 1938 года с компанией Даймлер-Бенц был заключен контракт на проектирование и изготовление бронекорпуса для установки его на шасси тягача, но уже в качестве бронеавтомобиля передовых артиллерийских наблюдателей. Летом 1938 года был изготовлен прототип из не броневой стали. Машина стала именоваться RR-7/2. В ноябре 1939 года последовал заказ на 140 единиц. В соответствии с контрактом «Заурер» изготовлял шасси, а «Даймлер-Бенц» — бронекорпус, а также производил окончательную сборку изделий. В системе обозначений машин вермахта RR-7/2 получила индекс Sd.Kfz. 254 и именовалась gepanzerter Artillerie-Beobachtungskraftwagen auf Fahrgestell RR7. Позже именование сменили на mittlerer gepanzerter Beobachtungskraftwagen auf Räder-Kettenfahrgestell RK7(Sd.Kfz. 254). В общей сложности было построено 140 шасси и 128 бронекорпусов. 
|       | 1     | 2     | 3     | 4     | 5     | 6     | 7     | 8     | 9     | 10    | 11    | 12    | Всего |
| ----- | ----- | ----- | ----- | ----- | ----- | ----- | ----- | ----- | ----- | ----- | ----- | ----- | ----- |
| 1940  |       |       |       |       |       | 5     | 20    | 20    | 25    | 31    | 14    | 6     | 121   |
| 1941  |       |       | 7     |       |       |       |       |       |       |       |       |       | 7     |
| Всего | Всего | Всего | Всего | Всего | Всего | Всего | Всего | Всего | Всего | Всего | Всего | Всего | 128   |

Машины поступали в батареи АИР (артиллерийской инструментальной разведки) артиллерийских полков танковых дивизий. Их боевое крещение состоялось весной 1941 года в Северной Африке и на Балканах. Фронтовая карьера колёсно-гусеничных машин оказалась недолгой — ввиду относительной малочисленности, сложности технического обслуживания и применения нестандартного топлива, к 1943 году в строю оставались лишь считаные единицы Sd.Kfz. 254. 

## Описание конструкции
Бронированный корпус во многом повторяет конструкцию корпуса полугусеничного тягача Sd.Kfz. 253.
В передней части бронемашины находится моторный отсек, в котором размещался 4-цилиндровый рядный дизельный двигатель жидкостного охлаждения Saurer CRDv, развивающий максимальную мощность 70 л. с. Этого хватало, чтобы машина с массой около 6,4 тонны разгонялась на колёсах по шоссе и дорогам с твёрдым покрытием до 60-65 км/ч. В паре с дизельным двигателем работала стандартная автомобильная коробка переключения передач, которая обеспечивала боевой машине четыре скорости вперёд и одну назад. Доступ к мотору с целью проведения ремонта или технического обслуживания обеспечивает откидная крышка люка на крыше моторного отсека. Через левую стенку последнего выведена выхлопная труба с глушителем. Труба протянута над гусеницей вдоль левого борта машины к корме. Радиатор двигателя защищён сплошным бронелистом, поэтому охлаждающий воздух засасывался в моторный отсек снизу.
За моторным отсеком находится отделение управления. Здесь с правой стороны место механика-водителя, а с левой стороны место командира машины. Обзор механику-водителю обеспечивает окно с бронезаслонкой, в которой имеется смотровой прибор. В небоевой обстановке заслонка открывалась. Подобные смотровые приборы имеются в бортах отделения управления. Для посадки и высадки в нижней части расширяющихся кверху бортов отделения управления с правой стороны имеется люк трапециевидной формы, крышка которого откидывается вниз. Ещё два люка находятся в крыше боевого отделения, а в корме расположена достаточно большая двустворчатая дверь. Внутри корпуса машины могли разместиться до пяти солдат с полной выкладкой.

Сразу за сидением командира машины расположена радиостанция, для которой смонтирована рамочная антенна на стойках. Устанавливалась радиостанция FuG8, рамочную антенной у которой позднее поменяли на штыревую. Эта средневолновая станция обеспечивала дальность связи до 30 километров, при использовании радиотелефона, и до 50 километров, при использовании телеграфного ключа.
Вооружение состоит из одного 7,92-мм пулемёта MG 34. При необходимости его можно было установить в любом месте. Боекомплект пулемёта — 2000 патронов, сам пулемёт перевозили в укладке.

### Ходовая часть
Необычной является ходовая часть машины: помимо основного гусеничного движителя она оснащена четырьмя убирающимися автомобильными колёсами, опускаемыми для движения по шоссе и поднимаемыми выше нижней кромки гусениц.

## Модификации
- RR-7 — небронированный и невооружённый артиллерийский тягач.
- Sd.Kfz.254 — средний бронеавтомобиль на базе RR-7.